# Hra snů
Hra snů (Ett drömspel) je divadelní hra, která patří k expresionistické části Strindbergova díla a od jeho předchozí tvorby se zásadně odlišuje. Drama vzniklo v roce 1901 a o rok později vyšlo také knižně. Strindberg jej napsal pro svou třetí manželku Harriet Bosseovou. V roce 1906 dopsal ještě předehru. Sám autor o hře mluvil jako o svém nejmilovanějším dramatu, divadelního uvedení se však dočkal až v roce 1907 ve Stockholmu. Dodnes se jedná o jednu z hojně uváděných Strinbergových her, přestože její struktura klade na inscenátory vysoké nároky.

## Děj
Dcera boha Indry (Agnes) sestoupí na Zem, aby zjistila, jaký je pozemský život. Objevuje, že život zde je těžký a lidé jsou neustále zklamaní. Vizuálně je toto vyjádřeno například ve scéně, v níž lepič plakátů zjistí, že vytoužený kesírek má nesprávnou zelenou barvu. Stejně tak Důstojníkovo nekonečné čekání na Viktorii symbolizuje životní marnost a nenaplněnost.
Hra je mozaikou jen málo souvisejících scén. Agnes putuje světem, setkává se s archetypálním postavami (Důstojník, Advokát, Básník) a poznává lidský život ze všech úhlů. Drama tak představuje alegorii lidského života a jeho ubohých podmínek. Leitmotivem díla je věta „Lidé si zaslouží politování”, kterou Agnes tváří v tvář lidskému utrpení neustále opakuje.

## O díle
Dílo navazuje na Stridnbergovu předchozí snovou hru Do Damašku. Autor se zde pokusil napodobit sen především po formální stránce. V úvodní poznámce ke Hře snů dramatik prohlásil: „Autor se pokusil napodobit nesouvislou, ale podle všeho logickou formu snu. Všechno se může stát, všechno je možné a pravděpodobné. Čas ani prostor neexistují; na nevýznamném pozadí skutečnosti spřádá fantazie svoje nitě a tká nové vzory: směsici vzpomínek, zážitků, volně smyšleného, nesmyslností a improvizací. Postavy se štěpí, zdvojují, násobí, vypaří se i zhmotní, rozplynou i projasní. Ale nade všemi vládne vědomí, které náleží snícímu; pro něj neexistují žádná tajemství, žádné rozpory, žádné pochybnosti, žádný zákon.“
Logika snu zapříčiňuje zmizení třech klasických dramatických jednot (jednota děje, místa a času). Nevyslovené a nepřiznané (podtext) se stává stejně důležitým jako deklarované a vědomé (text). Výstavba je spíše tematická. Důležitými se stávají především zvukové a vizuální vjemy. Text obsahuje množství symbolů (telefon představující informační šum, boty jako znak pozemskosti). Ze snu si autor vypůjčil nestálost a proměnlivost – lípa promění například ve věšák. Postavy se neustále transformují a štěpí, původní verze hry proto ani nezahrnovala seznam postav. Strindberg se zde nesnažil zachovat zdání realistického času a prostoru. Čas se ukazuje jako velice relativní pojem; jeho proměnlivé rozměry v dramatu napodobují čas psychologicky. Prolínáním reálného a fantastického prostoru je zrušena hranice mezi skutečností a tím, co se odehrává pouze v něčí mysli; tuto mysl můžeme přitom připsat částečně postavám, částečně fiktivnímu tvůrci všeho, co na jevišti vidíme, tvůrci, který ve hře vystupuje pod jménem Básník.
Přestože Hra snů nepatří k Strindbergovým nejuváděnějším dílům, je režisérsky oblíbená. U nás byla hra poprvé uvedena pod názvem Nejpravdivější sen v Zemském divadle v Brně (1936). Byla také realizována jako rozhlasová inscenace v roce 2010, pro rozhlas ji upravil Jan Vedral, inscenaci nastudovala režisérka Kateřina Dušková.

## České překlady
- Nina Balcarová (1935)
- Josef Vohryzek (1966)
- Zbyněk Černík (2004)

## Česká uvedení
- Zemské divadlo v Brně, Brno 1936, režie: Karl Meinhard.
- Bohnická divadelní společnost, Praha, 2003, režie: Martin Učík.
- Komorní scéna Aréna, Ostrava, 2009, režie: Jiří Nekvasil.
- Vyšší odb. škola herecká Praha, Praha, 2010, režie: Jakub Korčák.
- Horácké divadlo Jihlava, Jihlava, 2017, režie: Zbyněk Srba.